# Haus zum Spiegel

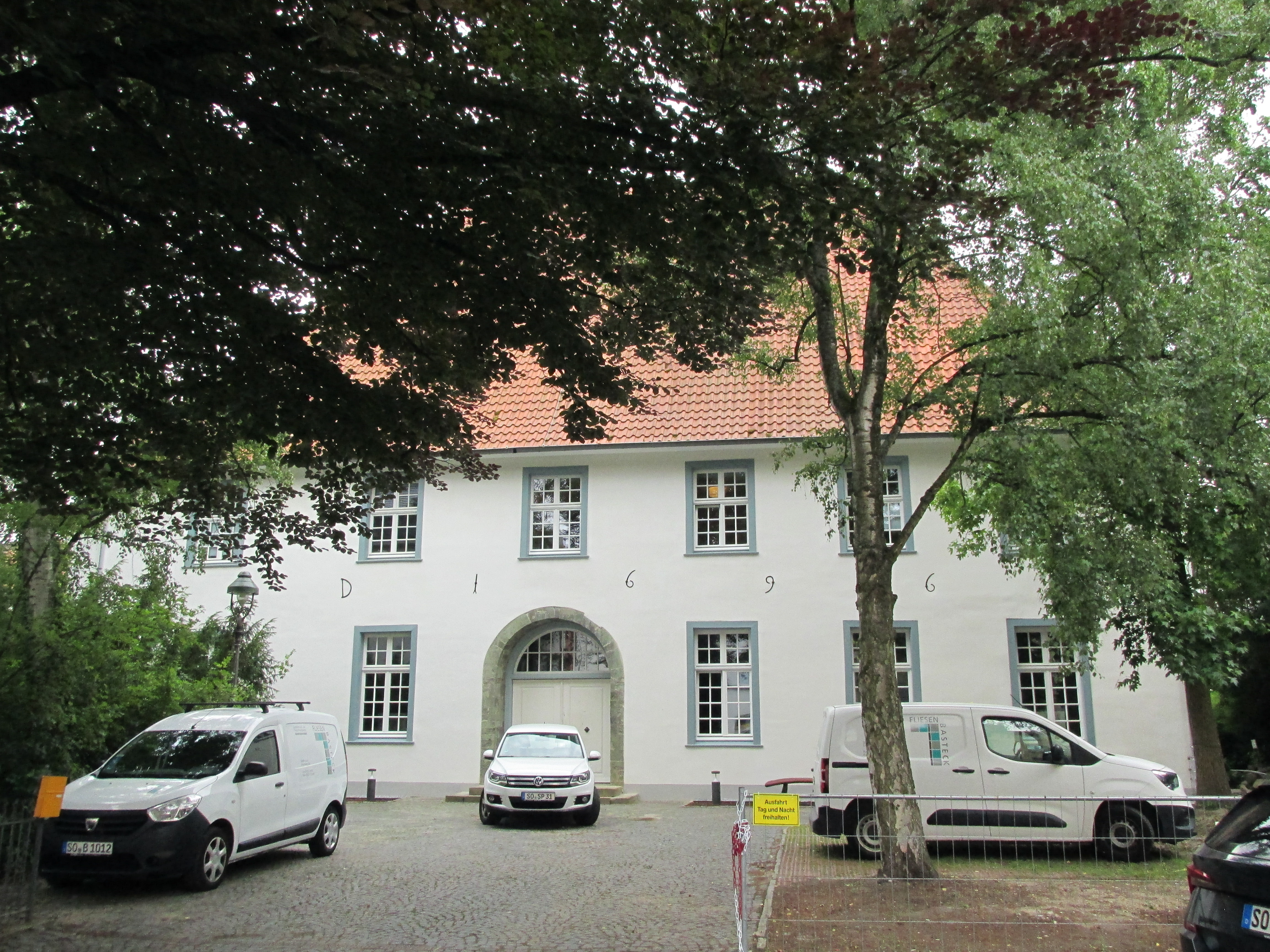

Das Haus zum Spiegel in der Jakobistraße in Soest ist ein denkmalgeschütztes Patrizierhaus. Der heutige Bau von 1696 geht auf einen mittelalterlichen Vorgängerbau zurück. Heute sind dort das Stadtarchiv und die Stadtarchäologie untergebracht.

## Geschichte
Ein Steingebäude an dieser Stelle wurde 1446 erstmals urkundlich erwähnt. Der heutige Bau im Stil des Barock stammt ausweislich einer Inschrift von 1696. Damit ist er einer der wenigen Steinbauten in der Stadt aus der Barockzeit. Das Patriziergebäude gehörte im 17. und 18. Jahrhundert unterschiedlichen Familien, so den von Affeln, von Klenke, von Offerhaus und von Dolffs. Im 19. Jahrhundert gehörte es zeitweise dem Posthalter Carl Schneider. Im Jahr 1830 übernachtete dort Prinz Albrecht von Preußen. Im 20. Jahrhundert war dort zeitweise das Ökumenische Archiv des Professors Friedrich Siegmund-Schultze untergebracht, bis dieses nach Berlin verlagert wurde. Nach dem Tod der Besitzerin kaufte die Stadt Soest das Gebäude 1974, um dort das Stadtarchiv unterzubringen.

## Stadtarchiv
Das Archiv verfügt über bedeutende Bestände, insbesondere aus dem Mittelalter und der frühen Neuzeit. Zu den herausragenden Stücken gehören die alte und neue Kuhhaut mit dem Soester Stadtrecht, die Schrae, ein mittelniederdeutscher Rechtstext, und das Nequambuch mit farbigen Miniaturen aus dem mittelalterlichen Rechtsleben.
Im Gebäude ist auch die wissenschaftliche Stadtbibliothek mit 70.000 Bänden untergebracht. Diese verfügt nicht nur über regionalgeschichtliche Literatur, sondern auch über einen großen Altbestand. Dazu gehören 40 mittelalterliche Handschriften, die aus den Klöstern der Stadt stammen, sowie 81 Inkunabeln und andere mittelalterliche und frühneuzeitliche Schriften.
Auch der Soester Geschichtsverein hat in dem Gebäude seinen Sitz.
2021 wurde das Haus an Privat verkauft und ist seit 2025 ein Wohnhaus mit Atelier.